# Lubomia (przystanek kolejowy)
Lubomia – nieczynny przystanek kolejowy w Lubomi. Położony jest między stacją Brzezie nad Odrą, a Syrynią. Przez przystanek przebiega linia kolejowa nr 176 obsługująca ruch towarowy do kopalni "Anna" w Pszowie.